# Ratoma
Ratoma est l'une des cinq communes constituant la ville de Conakry, capitale de la Guinée.

## Origine du nom
Ratoma est un mot Baga qui est le nom d'un arbuste qu'on y trouvait en abondance et les feuilles sont utilisées contre la gale.[réf. nécessaire]

## Situation géographique
La commune de Ratoma dont le chef-lieu est Taouyah, s’étend de sa limite entre la commune de Dixinn jusqu'à la rivière Démoudoula et son prolongement sur la route Leprince jusqu'à la mosquée Nassouroulaye.
Elle est limitée au nord par le bord de mer, à l’est par la rivière Démoudoula, au sud par la route Leprince et à l’Ouest par le bras de mer à Hamdallaye au pont de la jetée.

## Géographie

### Climat
Ratoma possède un climat de savane de type Aw selon la classification de Köppen, avec une température annuelle moyenne de 27,3 °C et des précipitations d'environ 1 429,8 mm par an, beaucoup plus importantes en été qu'en hiver.

### Population
À partir d'une extrapolation du recensement de 2014 (RGPH3), la population de Ratoma a été estimée à 697 744 personnes en 2016.

## Infrastructures

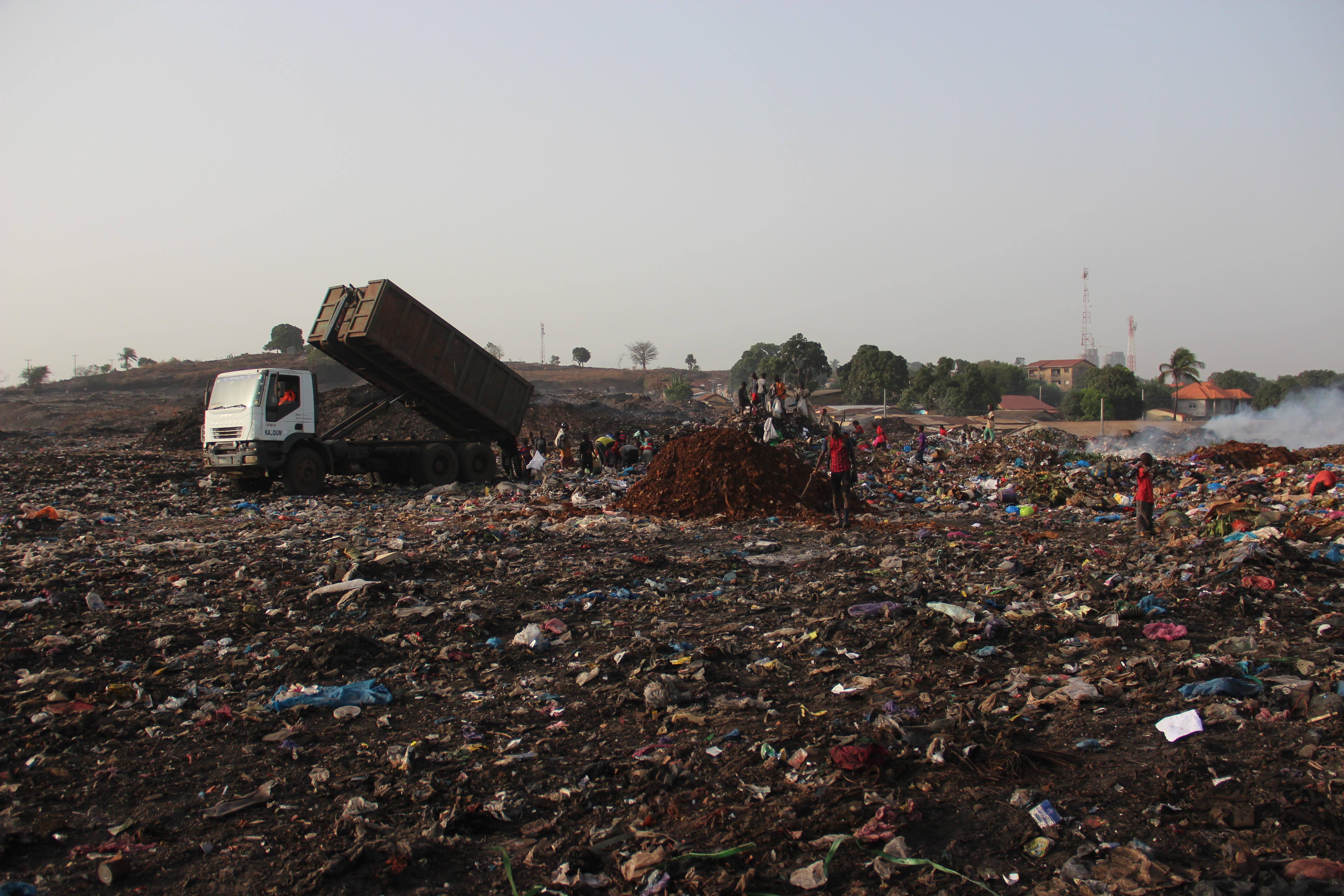
Décharge de minier Conakry

## Quartiers
Dar-es-salam, Hamdalaye 1, Hamdalaye 2, Hamdalaye-mosquée, Kaporo-centre, Kaporo-rails, Kipé, Koloma 1, Koloma 2, Ratoma-centre, Ratoma-dispensaire, demoudoula, Bomboli, Simanbossia, Dadiya, Taouyah, Wanindara, Kakimbo, Soloprimo, Kipé 2 .

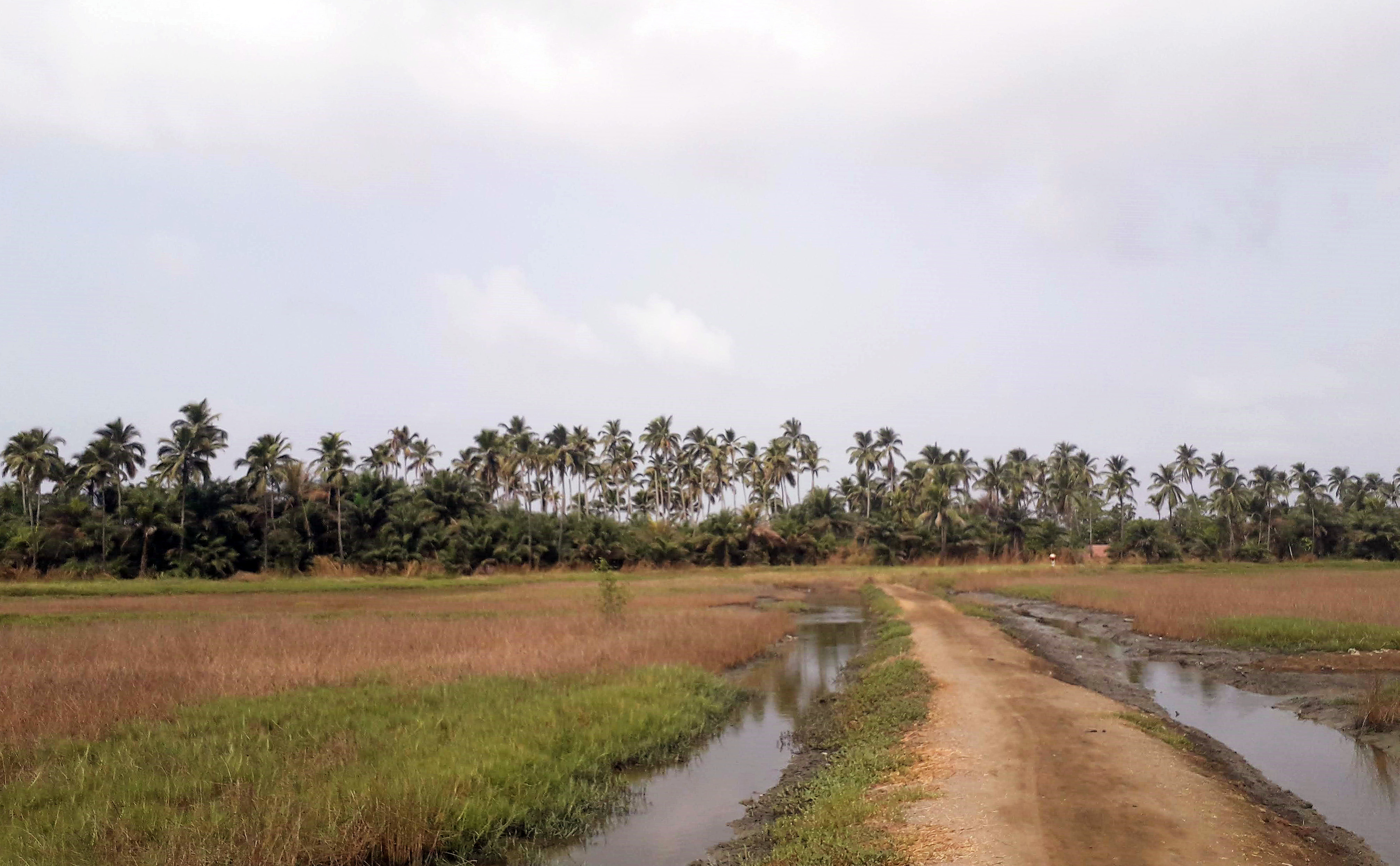
Végétation de Tayaki.
Plage de Tayaki.
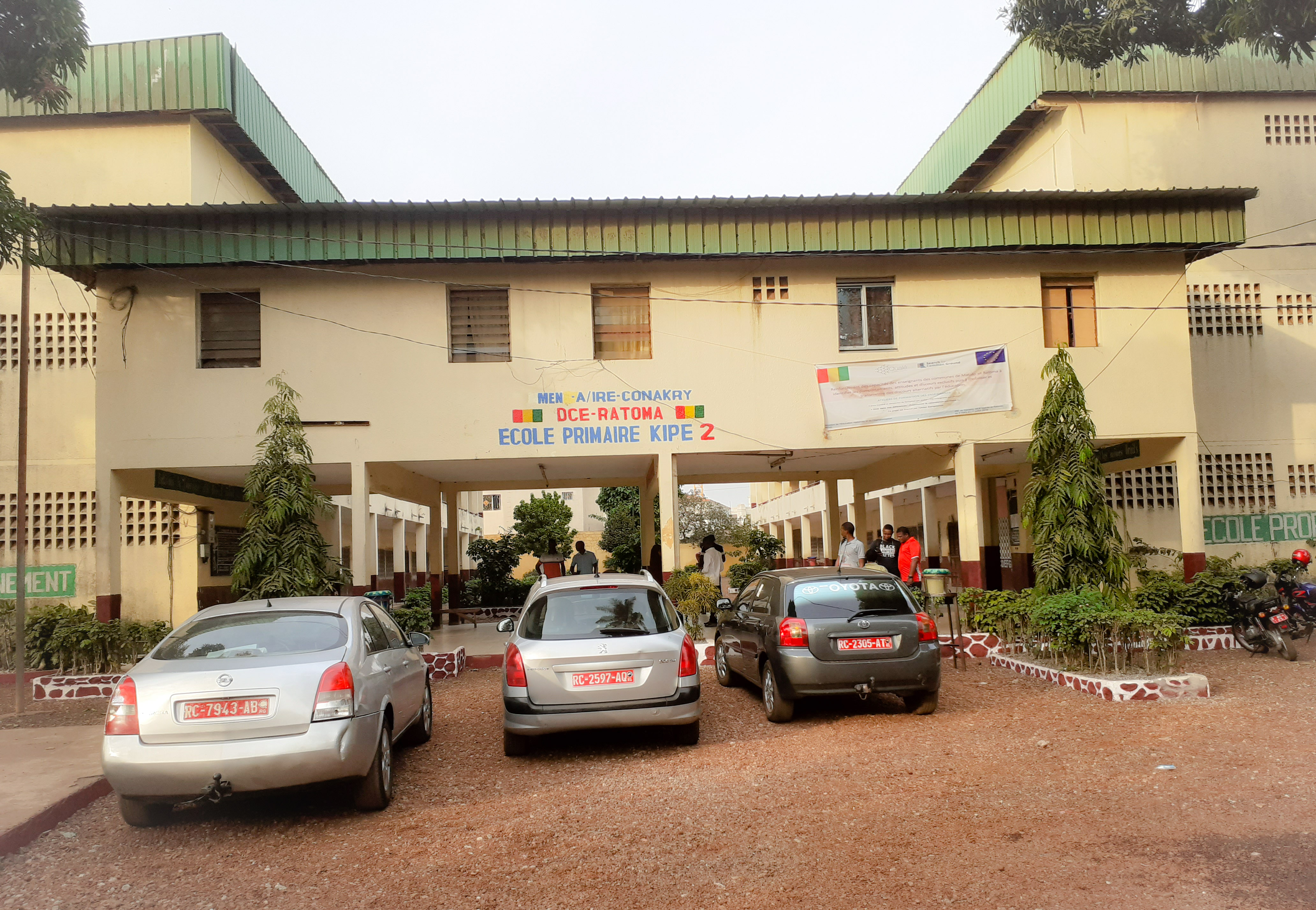
École primaire Kipé 2.
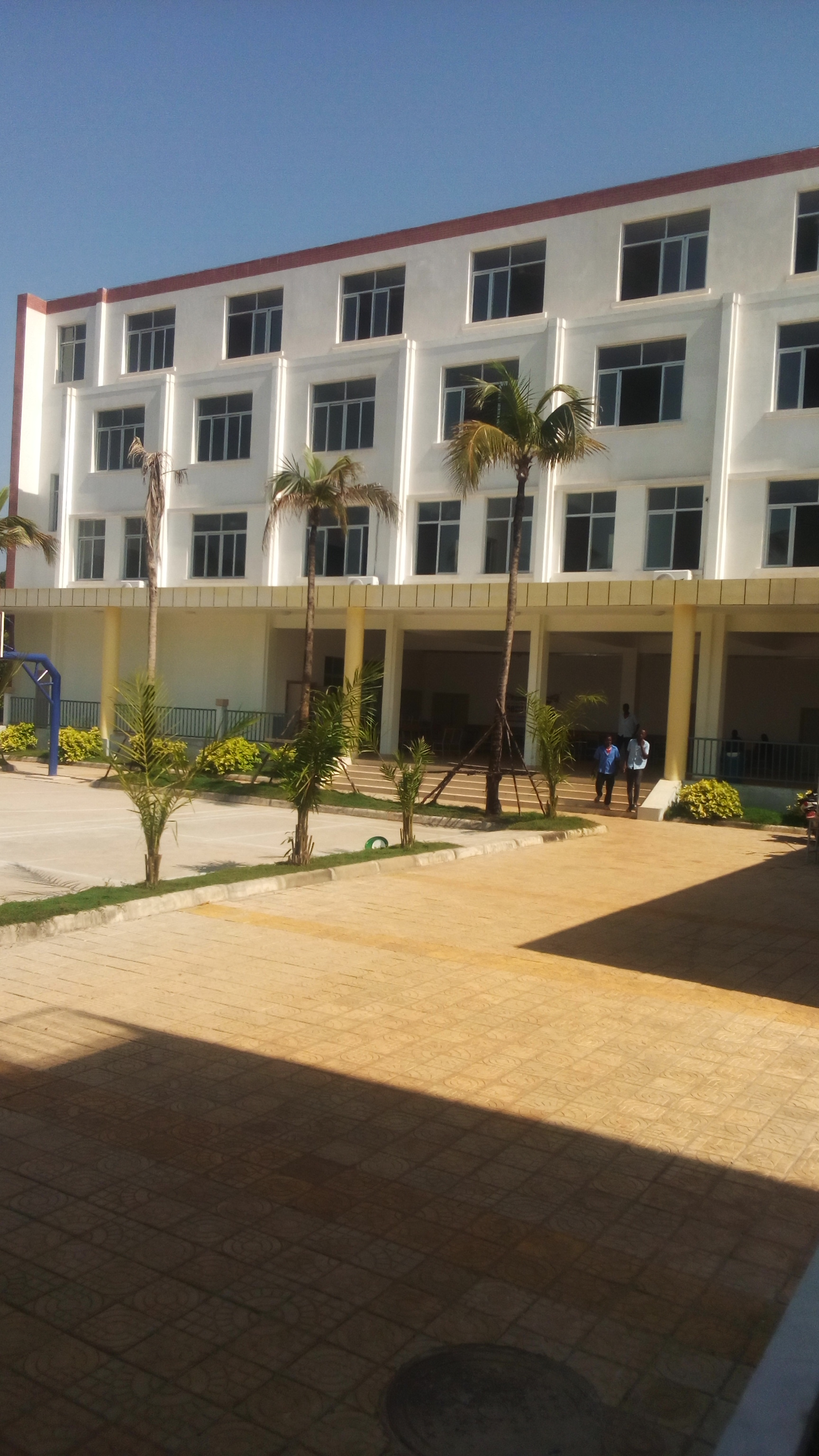
ENPT.
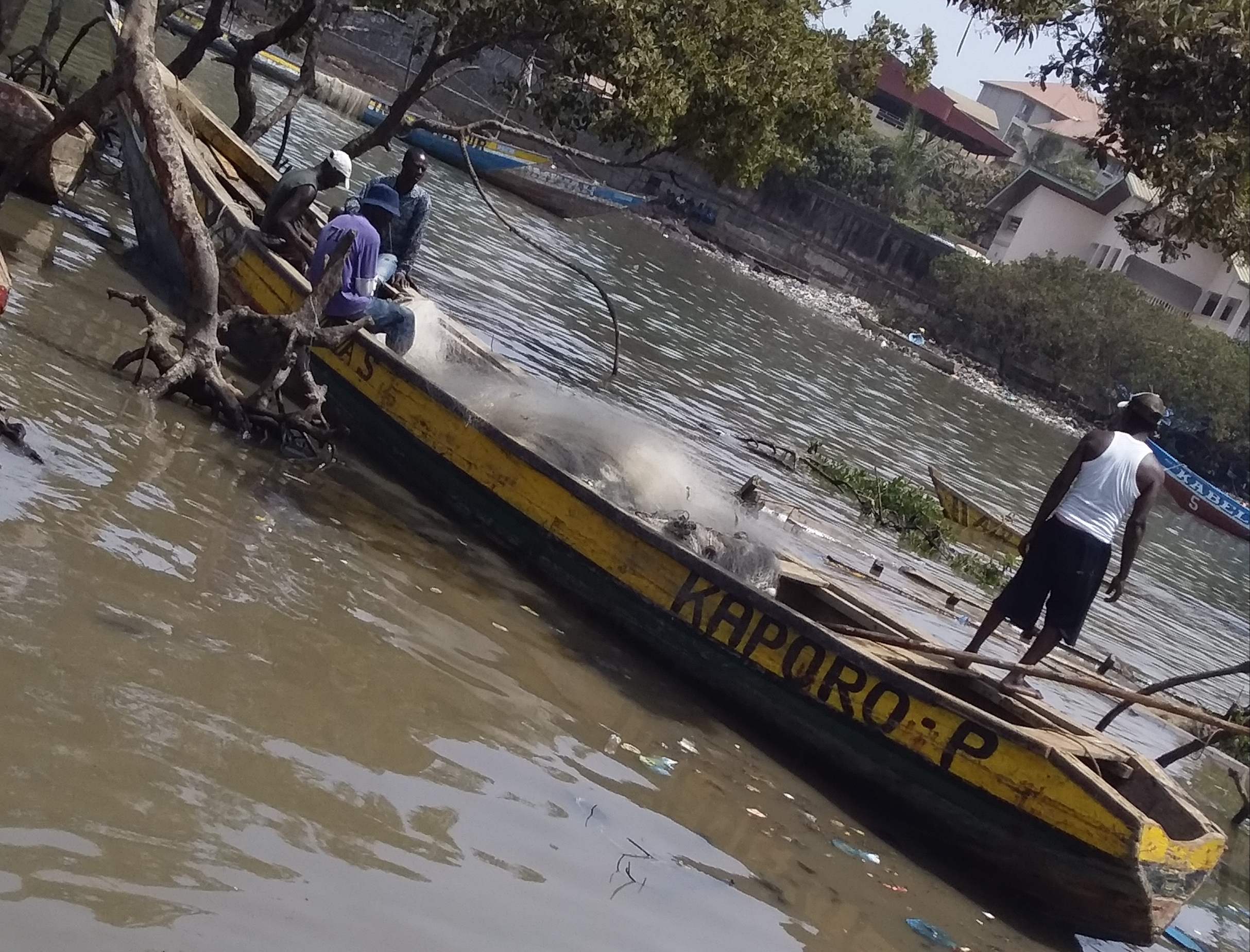
Bateaux à Kaporo.

## Santé

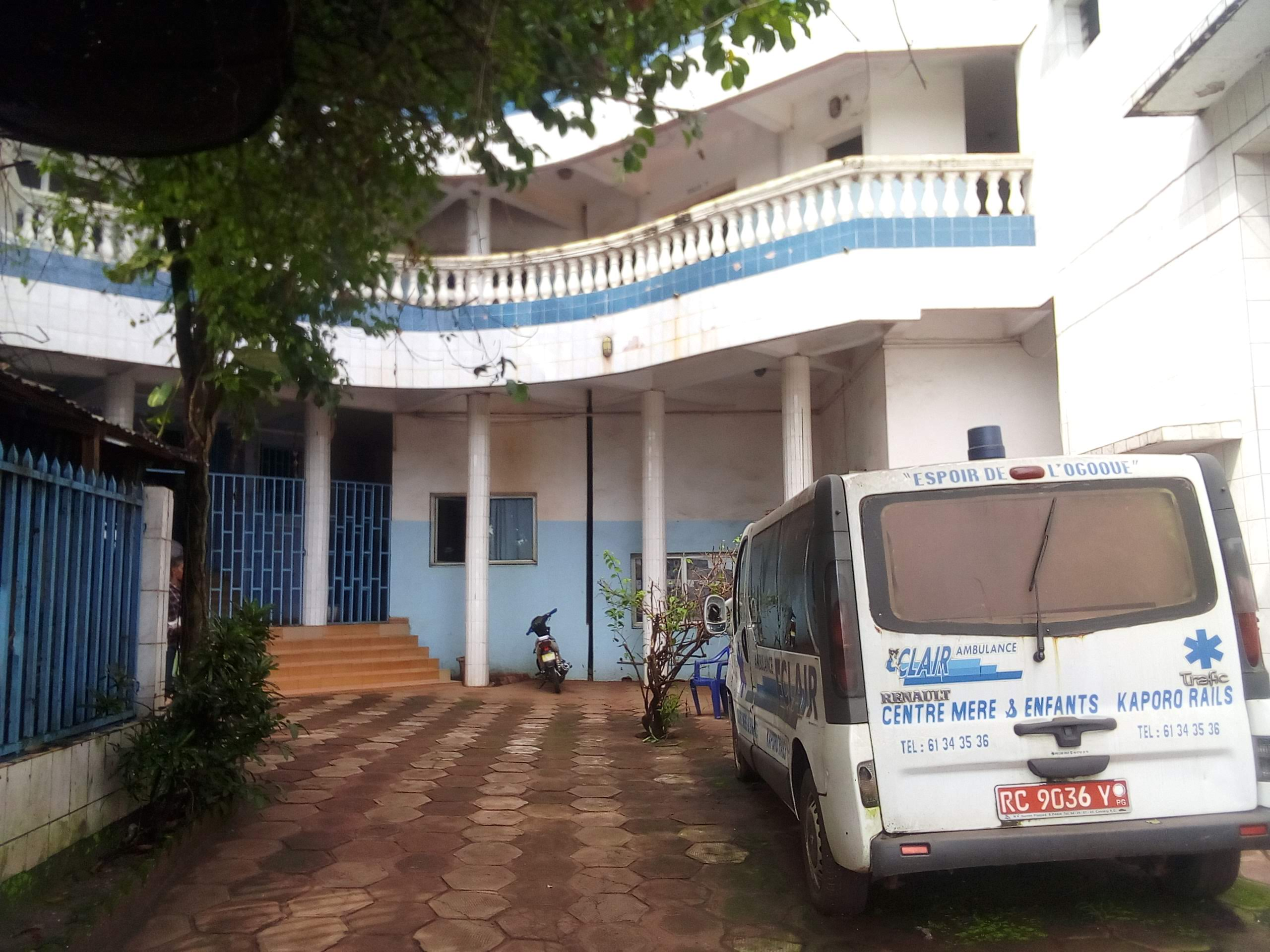
Ambulance à Kipé.

La commune est dotée d'un centre médical communal (CMC).

## Personnalités nées à Ratoma
- Alpha Bacar Barry (1980-), homme politique guinéen ;
- Abraham Singer (1993- ), musicien et reggae-man guinéen;
- Abdourahmane Sénateur Diallo,(1981- ) Ecrivain, journaliste, enseignant

## Éducation

### Universités
La commune de Ratoma est dotée de plusieurs universités et instituts d'enseignement supérieur : l'université Nongo Conakry, l'université Kofi-Annan de Guinée.